# What Did You Expect from the Vaccines?
What Did You Expect from the Vaccines? es el primer álbum de estudio de la banda inglesa de indie rock The Vaccines, lanzado a la venta a través de Columbia Records el 11 de marzo de 2011. Fue producido por el ingeniero y productor musical británico Dan Grech-Marguerat. Del álbum se extrajeron seis sencillos.

## Lista de canciones
| N.º | Título                    | Duración |  |
| 1.  | «Wreckin' Bar (Ra Ra Ra)» | 1:24     |  |
| 2.  | «If You Wanna»            | 3:02     |  |
| 3.  | «A Lack of Understanding» | 2:58     |  |
| 4.  | «Blow It Up»              | 2:41     |  |
| 5.  | «Wetsuit»                 | 3:50     |  |
| 6.  | «Nørgaard»                | 1:38     |  |
| 7.  | «Post Break-Up Sex»       | 2:56     |  |
| 8.  | «Under Your Thumb»        | 2:20     |  |
| 9.  | «All in White»            | 4:33     |  |
| 10. | «Wolf Pack»               | 2:23     |  |
| 11. | «Family Friend»           | 5:30     |  |

```
 
```

| Pista oculta |                         |          |  |
| N.º          | Título                  | Duración |  |
| 12.          | «Somebody Else's Child» | 3:00     |  |

- Datos: Q2635565